# Annessione della Venezia Giulia

Un francobollo della serie Annessione della Venezia Giulia

Annessione della Venezia Giulia è una serie di tre francobolli emessi dal Regno d'Italia il 5 giugno del 1921 per commemorare l'annessione dei territori della Venezia Giulia in seguito alle vicende belliche della prima guerra mondiale.

## Notizie storico-filateliche
I francobolli commemorativi dell'annessione della Venezia Giulia hanno tutti lo stesso sigillo rosa centrale incorniciato da colori differenti in base al valore nominale: 15 centesimi grigio verde, 25 centesimi azzurro e 40 centesimi bruno. L'emissione doveva coincidere con il 5 gennaio 1921 in quanto data di approvazione nei Patti di Rapallo ma fu spostata al 5 giugno dello stesso anno in concomitanza con la festa dello Statuto di Trieste. Per questi motivi la vendita dei francobolli avvenne solo nel comune di Trieste a cui furono riservate 225.000 serie delle 300.000 previste. La vignetta era ricavata da un sigillo medioevale della città ma non trovò il favore dei filatelisti che attraverso le pagine del Corriere Filatelico espressero il loro dissenso verso la scelta grafica. Il bozzettista fu Gustavo Petronio, tipografo di Trieste che aveva realizzato anche i cliché di stampa utilizzati poi dalla ditta Petiti di Roma per dar luogo alla produzione. La stampa in due colori avveniva attraverso due inchiostrazioni differenti e generò una produzione mal centrata nella vignetta rispetto alla dentellatura e nella quale è difficile trovare francobolli perfettamente centrati.

## Notizie tecniche
Tirature: 300.000 serie
Data di emissione: 5 giugno 1921
Validità: 31 dicembre 1921
Fogli: 100 esemplari
Dentellatura: 14 lineare
Filigrana: a corona
Varietà: esistono esemplari non dentellati da uno dei lati, esemplari con doppia dentellatura, senza la stampa del sigillo, con doppia stampa del sigillo e con doppia stampa del riquadro. Altri esemplari presentano difetti occasionali